# میلوش بورساچ
میلوش بورساچ (انگلیسی: Miloš Bursać؛ زادهٔ ۲۳ ژوئن ۱۹۶۵) بازیکن فوتبال اهل یوگسلاوی بود.
از باشگاه‌هایی که در آن بازی کرده است می‌توان به باشگاه فوتبال المپیک لیون، باشگاه فوتبال سوتیسکا نیکشیچ، باشگاه فوتبال سلتاویگو، باشگاه فوتبال هایدوک اسپلیت، باشگاه فوتبال ستاره سرخ بلگراد، و باشگاه فوتبال رویال آنتورپ اشاره کرد.
وی همچنین در تیم ملی فوتبال یوگسلاوی بازی کرده است.